# 야나리

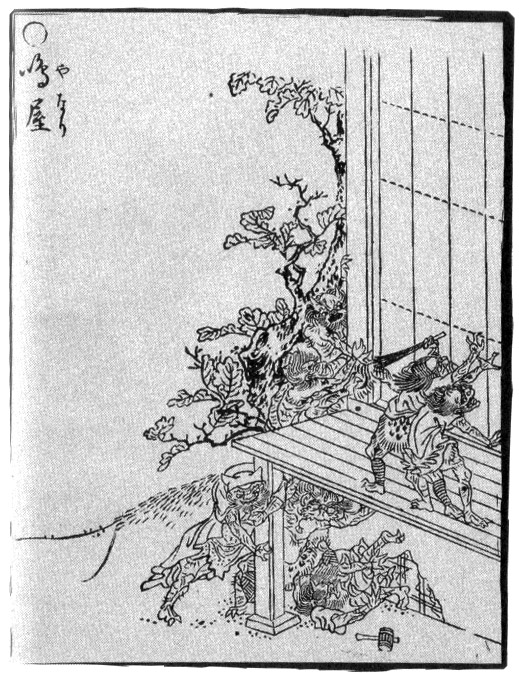
화도 백귀야행에 묘사된 야나리

야나리(일본어: 家鳴)는 일본 각지에서 전해지는 요괴 가운데 하나이다. 집이나 가구가 이유도 없이 흔들리는 것을 말한다. 도리야마 세키엔의 그림 《화도 백귀야행》에는 자그만한 요괴가 집이나 가구를 흔드는 모습을 소개하고 있는데 현대에서는 서양에서 말하는 폴터가이스트 현상으로 여긴다.